# David Safier

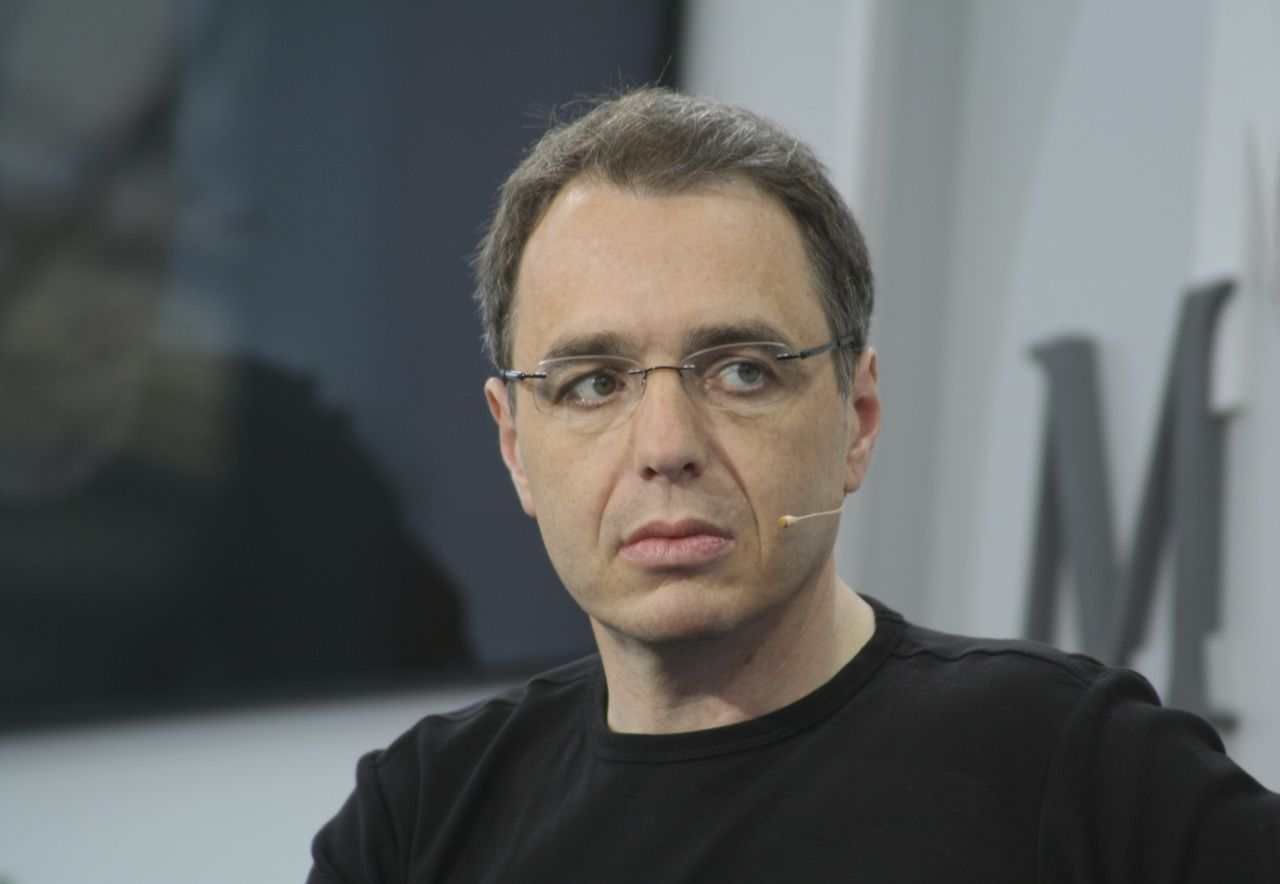
David Safier, en 2014.

David Safier (Bremen, Alemania, 13 de diciembre de 1966) es un novelista y guionista alemán de gran éxito internacional, que ha vendido más de tres millones de libros (2012).
Safier estudió periodismo y se formó profesionalmente en la radio y la televisión. En 1996 comenzó a trabajar como guionista de televisión. Las series en las que colaboró son Mein Leben und Ich ("Mi vida y yo"), Nikola y la comedia de situación titulada Berlin, Berlin. Su trayectoria como guionista se vio galardonada con premios como el Grimme, el Premio TV de Alemania y un Emmy a la mejor comedia internacional en los Estados Unidos.
Su faceta como novelista se inició en 2007, con Mieses Karma (publicada en español en el 2009 con el título Maldito karma), una comedia que le valió el éxito internacional. La siguiente novela, de 2008, lleva por título Jesús me quiere, publicada en el 2010 en España y que será llevada al cine. En marzo de 2010 se editó en Alemania Yo, mi, me... contigo.

## Obras
- Maldito Karma (Mieses Karma, 2007)
- Jesús me quiere (Jesus liebt mich, 2008)
- Yo, mi, me... contigo (Plötzlich Shakespeare, 2010)
- Una familia feliz  (Happy Family, 2011)
- ¡Muuu! (Muh!, 2012)
- 28 días (28 Tage lang, 2014)
- Más Maldito Karma (Mieses Karma hoch 2, 2015)
- Y colorín, colorado... Tú (Traumprinz, 2017)
- La balada de Max y Amelie (Die Ballade von Max und Amelie, 2018)
- Rompamos el hielo (Aufgetaut, 2020)
- Miss Merkel. El caso de la canciller jubilada (Miss Merkel: Mord in der Uckermark, 2021)
- Miss Merkel. El caso del jardinero enterrado (2022)
- Mientras estemos vivos (2024)
- El caballero Barbacaca (2025)
- Miss Merkel. Asesinato en alta mar (2025)

## Premios
Medallas del Círculo de Escritores Cinematográficos
| Año  | Categoría            | Película            | Resultado |
| ---- | -------------------- | ------------------- | --------- |
| 2021 | Mejor guion original | El amor en su lugar | Ganador   |